# Ermitage Notre-Dame-de-Consolation de Draveil
L'ermitage Notre-Dame de Consolation à Draveil est un ancien ermitage situé dans la forêt de Sénart. Il abrita le photographe Nadar de 1887 à 1894.

## Situation

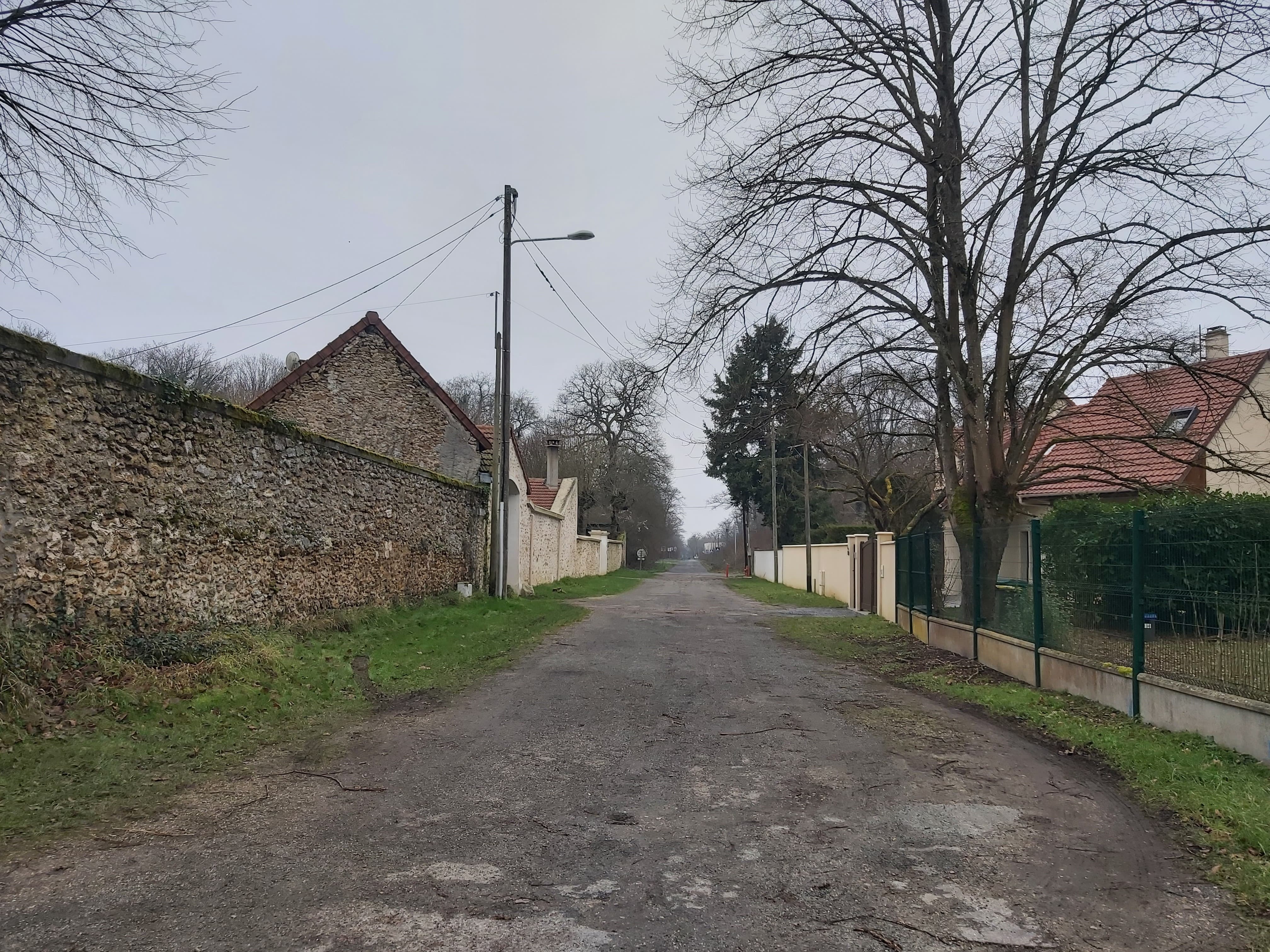
Rue de l'Ermitage à Draveil, à gauche les anciens bâtiments religieux.

L'ermitage est un hameau de la commune de Draveil situé dans la forêt de Sénart, à l'angle des routes forestières de l'Ermitage et du Chêne d'Antin.

## Histoire

### Fondation et développement

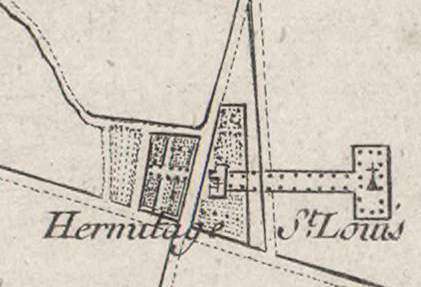
Carte de l'Ermitage de Sénart en 1750, détail de la "Réduction du tableau topographique de la forest de Senart [...]"

L'ermitage aurait été selon la légende fondé par Saint-Louis qui aurait fait construire une chapelle en forêt de Sénart pour se recueillir et y faire ses prières lorsqu'il venait y chasser ou par un de ses seigneurs repentis qui s'y serait installé. Les premières mentions de l'ermitage remontent à un pouillé du XIIe siècle, sous le règne de Saint-Louis. Il y est alors mentionné sous le nom de prioratus de Dravello et appartient à l'abbaye d'Hiverneau, située à Lésigny et fondée selon la légende par Saint-Louis. L'abbaye d'Hiverneau étant supprimée au XVIe siècle, l'ermitage fut abandonné. D'autres ermites l'acquirent ensuite mais furent expulsés de l'ermitage, alors appelé Notre-Dame de Consolation, en 1627 par l’archevêque de Paris car ils causaient du désordre.
L'ermitage est donné en 1695 aux camaldules de l'abbaye Notre-Dame d'Yerres située non loin de la forêt. En 1710, le vicomte de Noailles y place des ermites du Mont Valérien.
Le 22 mai 1739, l'église est reconstruite par Anne-Charles-Frédéric de la Trémoille qui en pose la première pierre selon une plaque apposée sur le bâtiment de la maison de Nadar. Les ermites y fabriquent à l'époque une étoffe appelée la sénardine, du nom de la forêt de Sénart.
En 1794, l'ermitage est vendu comme bien national. Les bâtiments connaissent alors divers usages jusqu'à ce que des particuliers -dont Nadar- s'en portent acquéreurs pour en faire des résidences lors de la seconde partie du XIXe siècle. L'un d'entre eux sera aménagé en restaurant de cette période à récemment. La fête de l'Ermitage attirait aussi du monde au début du mois de septembre.

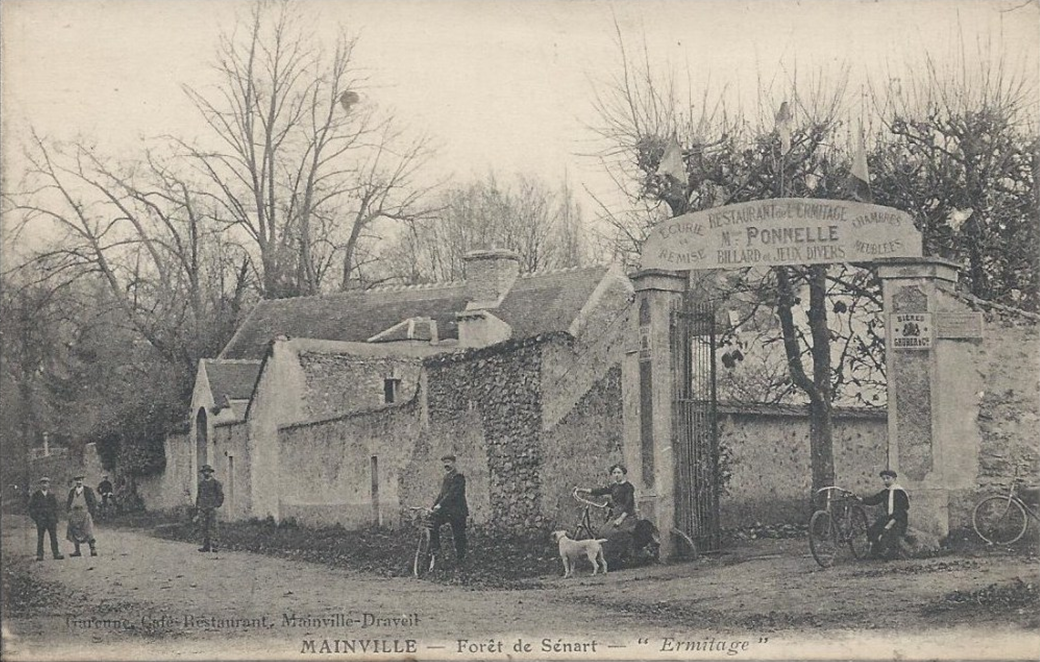
Entrée du restaurant de l'Ermitage
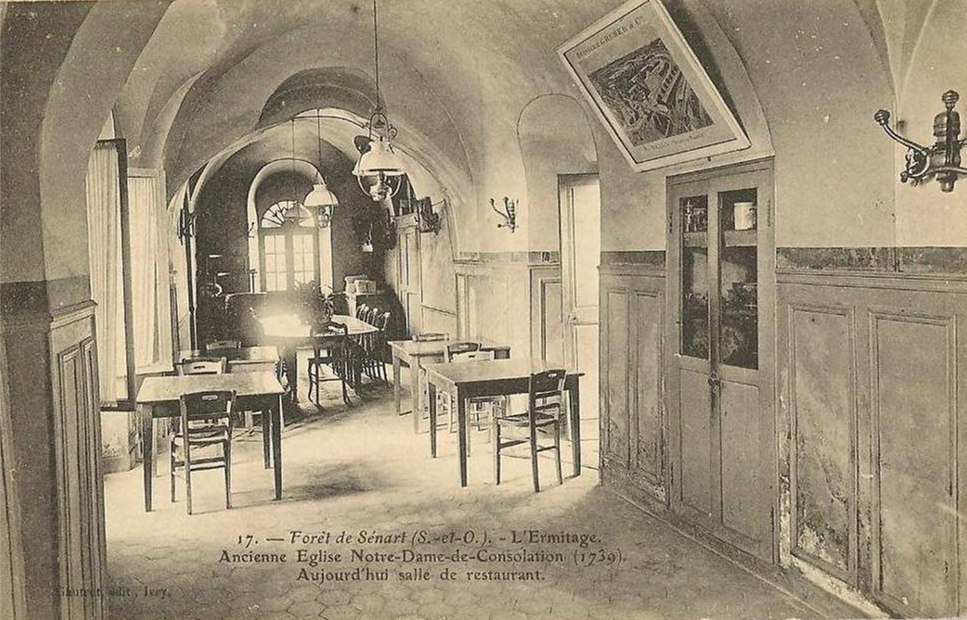
Vue de l'intérieur de l'ancienne église transformée en restaurant

### Résidence de Nadar
Le photographe Nadar s'installe en 1887 dans un bâtiment de l'ancien ermitage qu'il aménage en le prolongeant sur deux côtés et en ajoutant un étage, il y installe un atelier et y accueille des amis. Il est alors ruiné par la Commune de Paris et part en forêt de Sénart pour y soigner son épouse hémiplégique. Julia Daudet, épouse d'Alphonse Daudet, qui séjournait alors à Champrosay, hameau de la commune de Draveil et qui évoqua l'Ermitage dans plusieurs de ses romans, décrit l'Ermitage comme une "maison bizarre et plaisante, coupée en coins et recoins, fenêtres et portes à la diable, petits appentis". Nadar vend le manoir en 1894 et s'en va fonder un atelier photographique dans le Sud.

Maison de Nadar et son portail
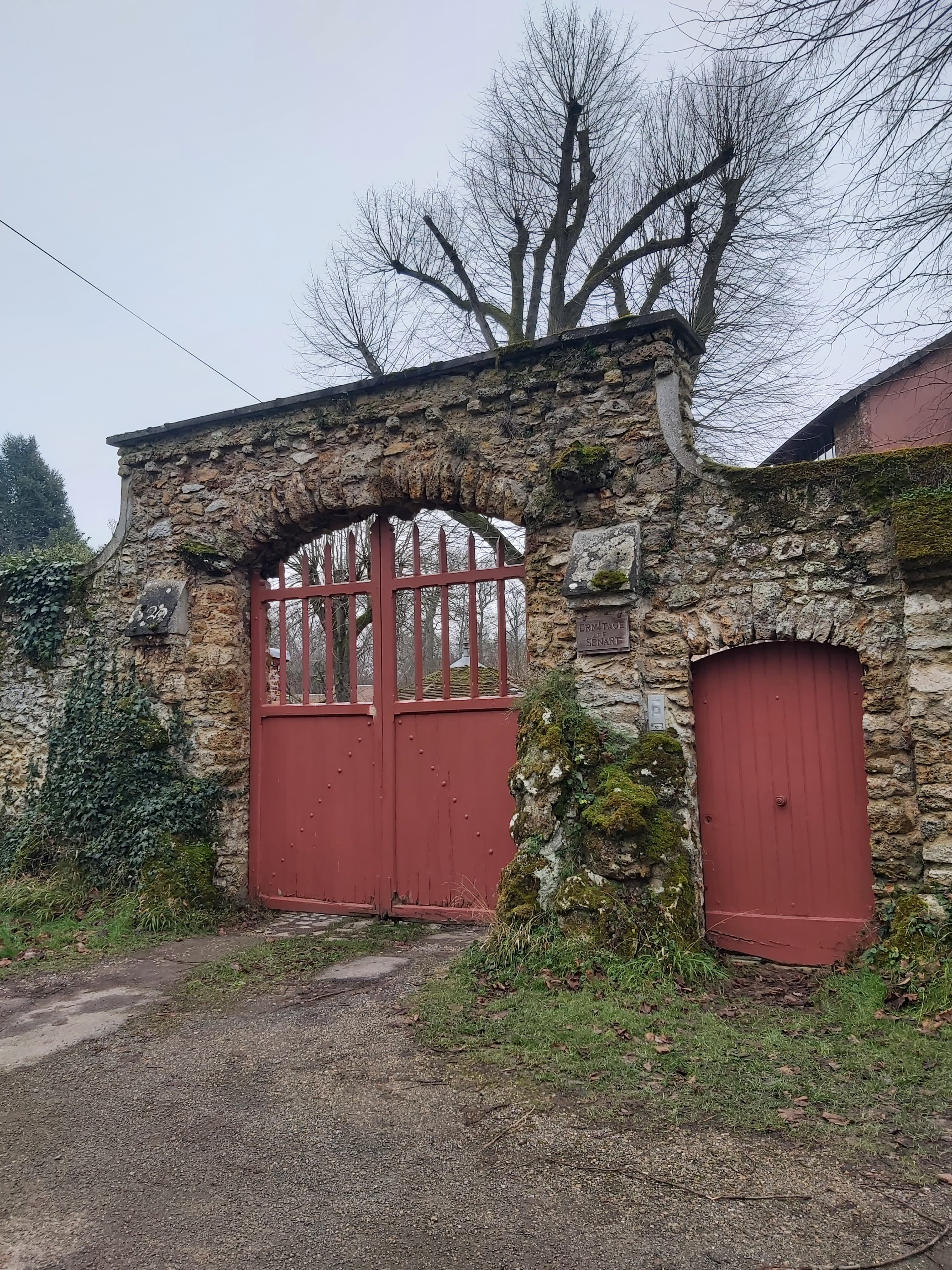
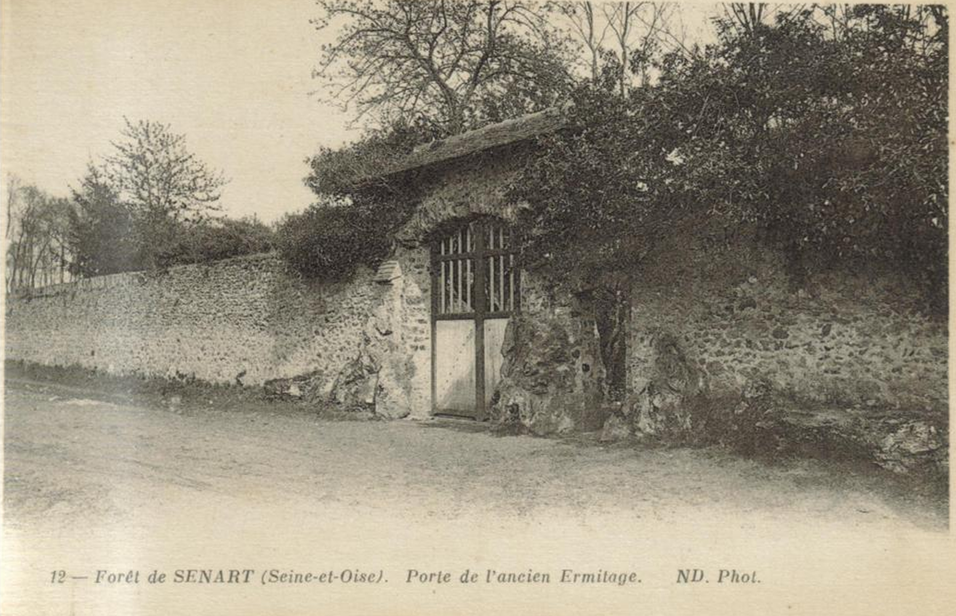
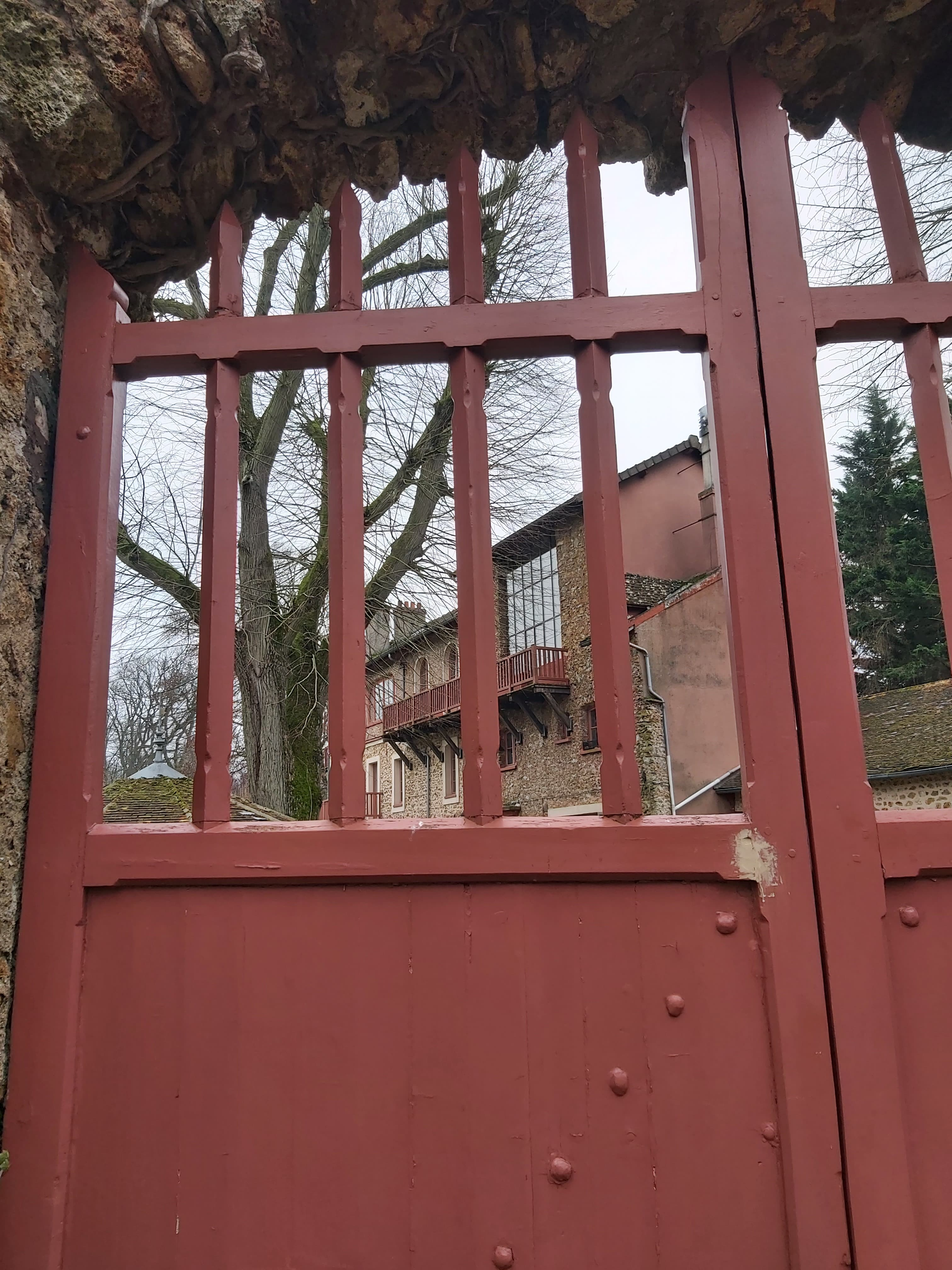